# Lac Olga
Lac Olga ist ein See in der regionalen Grafschaftsgemeinde Jamésie (Verwaltungsregion Nord-du-Québec) der kanadischen Provinz Québec.

## Lage
Der See liegt 25 km östlich der Stadt Matagami. Er hat eine Wasserfläche von 106 km² und wird vom Fluss Rivière Waswanipi in westlicher Richtung durchflossen. Am Südufer des Lac Olga mündet der Rivière Opaoca in den See. Der See befindet sich 12 km westlich des oberstrom gelegenen Lac au Goéland, sowie wenige Kilometer östlich des Lac Matagami, in welchen er entwässert wird.
Lac Olga gehört zu einer Reihe von größeren Seen, die sich im Einzugsgebiet des Rivière Nottaway befinden.